# Supercupa României 2018
Supercupa României 2018 a fost cea de-a 20-a ediție a Supercupei României. Meciul a avut loc între campioana Ligii I, CFR Cluj, și câștigătoarea Cupei României 2017-2018, Universitatea Craiova.
Meciul s-a disputat pe Stadionul Ion Oblemenco din Craiova (stadionul de acasă al Universității), începând cu ora 20:30.
Aceast meci a fost arbitrat de o brigadă condusă de Radu Petrescu, iar asistenți au fost Ovidiu Artene (stânga) și Marius Urzică (dreapta). Al patrulea oficial a fost desemnat Marius Avram.
Meciul a fost câștigat de CFR Cluj prin golul marcat de Juan Emmanuel Culio din penalti în minutul 78, care a adus cea de-a treia supercupă din istoria clubului, după cele câștigate în 2009 și 2010.

## Detaliile meciului
| CFR Cluj         | 1–0    | Universitatea Craiova |
| ---------------- | ------ | --------------------- |
| Culio 78' (pen.) | Report |                       |

| CFR Cluj | Universitatea Craiova |

|                   |    |                    |       |     |
|                   |    |                    |       |     |
| P                 | 87 | Giedrius Arlauskis |       |     |
| FD                | 77 | Andrei Peteleu     |       | 46' |
| FC                | 55 | Paulo Vinícius     |       |     |
| FC                | 30 | Andrei Mureșan     | 31'   |     |
| FS                | 45 | Camora (c)         | 36'   |     |
| MCS               | 19 | Emmanuel Culio     |       |     |
| MC                | 28 | Ovidiu Hoban       |       |     |
| MCD               | 08 | Damjan Djoković    |       |     |
| ES                | 10 | Ciprian Deac       | 90+4' |     |
| A                 | 20 | George Țucudean    |       | 87' |
| ED                | 27 | Sebastian Mailat   |       | 55' |
| Schimbări:        |    |                    |       |     |
| FD                | 06 | Cristian Manea     |       | 46' |
| A                 | 09 | Billel Omrani      |       | 55' |
| MO                | 18 | Valentin Costache  |       | 87' |
| Antrenor:         |    |                    |       |     |
| Edward Iordănescu |    |                    |       |     |

|              |    |                       |     |     |
|              |    |                       |     |     |
| P            | 13 | Mirko Pigliacelli     |     |     |
| FC           | 04 | Răzvan Popa           | 76' | 80' |
| FC           | 24 | Florin Gardoș         |     |     |
| FC           | 02 | Tiago Ferreira        |     |     |
| MD           | 30 | Radoslav Dimitrov     | 72' |     |
| MC           | 08 | Alexandru Mateiu      |     |     |
| MC           | 23 | Hristo Zlatinski      |     |     |
| MS           | 11 | Nicușor Bancu         |     |     |
| ED           | 14 | Dominik Glavina       |     | 65' |
| A            | 10 | Alexandru Cicâldău    |     |     |
| ES           | 28 | Alexandru Mitriță (c) | 29' |     |
| Schimbări:   |    |                       |     |     |
| ED           | 09 | Andrei Burlacu        |     | 65' |
| A            | 16 | Jovan Marković        |     | 80' |
| Antrenor:    |    |                       |     |     |
| Devis Mangia |    |                       |     |     |

| Omul Meciului - Ciprian Deac | Regulile meciului - 90 minute. - Lovituri de departajare în caz de egalitate. - Șapte rezerve. - Trei schimbări. |

## Vezi și
- Finala Cupei României 2018
- Liga I 2017-2018

## Legături externe
- Supercupa României pe FRF.ro